# Oklepno bojno vozilo
Oklepna bojna vozila (tudi BOV - bojno oklepno vozilo) so vozila, ki so oklepljena, oborožena in namenjena za bojevanje. Večinoma so prilagojena za vožnjo po neravnem terenu in opremljena s kolesi ali gosenicami ter kamuflažno obarvana.

## Razdelitev oklepnih bojnih vozil

### po tipu podvozja
- gosenična oklepna vozila
- kolesna oklepna vozila

### po lastnostih
- tanki
- oklepni transporterji
- pehotna bojna vozila
- oklepna izvidniška vozila
- tankovski lovci
- jurišni top
- oklepni avto
- samovozna artilerija
- protiletalsko vozilo
- bojno inženirsko vozilo
- oklepno izvlečno vozilo
- oklepni vlak